# Nephrotoma perhorrida
Nephrotoma perhorrida är en tvåvingeart som beskrevs av Alexander 1942. Nephrotoma perhorrida ingår i släktet Nephrotoma och familjen storharkrankar. Inga underarter finns listade i Catalogue of Life.